# Pachycudonia spathulata
Pachycudonia spathulata är en svampart som först beskrevs av Sanshi Imai, och fick sitt nu gällande namn av Sanshi Imai 1950. Pachycudonia spathulata ingår i släktet Pachycudonia, ordningen disksvampar, klassen Leotiomycetes, divisionen sporsäcksvampar och riket svampar.   Inga underarter finns listade i Catalogue of Life.